# Hubert Lampo
Hubert Lampo (ur. 1 września 1920 w Antwerpii, zm. 12 lipca 2006) – pisarz flamandzki.
Był jednym z pierwszych przedstawicieli realizmu magicznego w literaturze flamandzkiej. W jego powieściach i opowiadaniach przewijały się wątki biblijne i mitologiczne. Najsłynniejsza powieść Lampo, Powrót Joachima Stillera (1960), nawiązywała do śmierci Chrystusa. Belg wydał również autobiografię De Draad van Ariadne (1967, drugie rozszerzone wydanie pod tytułem Joachim Stiller en ik, 1974).
Był jednym ze współzałożycieli pisma literackiego Nieuw Vlaams Tijdschrift. Pracował m.in. jako rządowy inspektor ds. bibliotek, pełnił funkcję przewodniczącego Flamandzkiego Towarzystwa Literackiego. Został wyróżniony doktoratem honoris causa Uniwersytetu Stendahla w Grenoble (1989), tytułem honorowego obywatela miasta Grobbendonk, kilkakrotnie otrzymał nagrodę literacką prowincji Antwerpia. Był również nominowany do Literackiej Nagrody Nobla, a Wolny Uniwersytet w Brukseli uczcił jego 80 urodziny specjalną sesją naukową w sierpniu 2000.

## Powieści
- 1943 – Don Juan en de Laatste Nymf
- 1945 – Hélène Defraye
- 1947 – Triptiek van de Onvervulde Liefde
- 1948 – De Ruiter op de Wolken
- 1951 – Idomeneia en de Kentaur
- 1952 – De Belofte aan Rachel
- 1953 – Terugkeer naar Atlantis
- 1955 – De Duivel en de Maagd
- 1960 – De Komst van Joachim Stiller
- 1962 – Hermione betrapt
- 1967 – De Heks en de Archeoloog
- 1969 – De Goden moeten hun Getal Hebben. Kasper in de Onderwereld
- 1972 – De Vingerafdrukken van Brahma
- 1976 – Een Geur van Sandelhout
- 1980 – Wijlen Sarah Silbermann
- 1983 – Zeg maar Judith
- 1985 – De Eerste Sneeuw van het Jaar
- 1989 – De Elfenkoningin
- 1990 – De Verdwaalde Carnavalsvierder
- 1991 – De Man die van Nergens Kwam
- 1994 – De Geheime Academie